# Tetrastigma heterophyllum
Tetrastigma heterophyllum är en vinväxtart som beskrevs av François Gagnepain. Tetrastigma heterophyllum ingår i släktet Tetrastigma och familjen vinväxter. Inga underarter finns listade i Catalogue of Life.